# ベルデセルバ戦記
『ベルデセルバ戦記 〜翼の勲章〜』（ベルデセルバせんき つばさのくんしょう）は、1997年4月18日にソニー・コンピュータエンタテインメントより発売されたPlayStation用ゲームソフト。開発はテンキー。略称は「ベル戦」。

## 概要
架空の惑星ベルデセルバを舞台にしたフライトシミュレーションタイプのシューティングゲーム。プレイヤーは宇宙航行中、事故で惑星ベルデセルバに不時着する。そこは異星からの移住民とベルデセルバの先住民が争う戦火に満ちた惑星だった。数奇な運命に巻き込まれた主人公ミサキは様々な人物や軍隊と関わりながら戦争を生き抜いていく。エースコンバットシリーズなどのフライトシューティングとは異なり、大空をゆったりとフライトする魅力を重視したゲームである。登場する飛行機（作中では『飛空船』と呼ばれる）は全て架空のもので、戦闘中に敵船からの攻撃で撃墜されるのを除けば、自機が墜落することはなく、また速度を落として空中に静止することも可能である。
オープニングテーマ「ベルデセルバ戦記」（新居昭乃）は長らく音源化されていなかったが、2019年12月18日にリリースされたアルバム「Another Planet」に初収録された。

## あらすじ
宇宙の片隅に存在する惑星・ベルデセルバでは、「ノイパスク」、「ギダン」、「ムノギイ」の3つの軍事国家が長く紛争を繰り広げていた。異星人のミサキは宇宙船の事故でベルデセルバに不時着しノイパスクに救出される。ノイパスク軍の傭兵となったミサキは、この星の紛争に否応なしに巻き込まれていく。

## システム
ゲーム自体は、主人公が町中を歩き回って情報を収集したり買い物をしたりイベントを展開させたりするRPG的な2Dパートと、フライトシミュレーション的な3D空戦パートに分かれる。"飛ぶこと"を最も重要視したということで、PSの3D機能を駆使した、空中戦がメインのシミュレーションRPGとなっている。
戦闘においてプレイヤーは自船の操縦、及び砲台1門の操作を担当する。一度攻撃すると敵船がロックされ仲間は射撃範囲内であれば自動的に敵船を撃墜するまで攻撃し続ける。このためプレイヤーは自船の操作のみに集中することができ、敵の砲撃を受ける以外は地形や他の飛空船に接触してもダメージが無いため全般的な難易度は低いとされる。自船、敵船の種類によって機動力（速度、旋回性能、上昇下降性能）、装甲版積載数、船体耐久度、設置されている砲台の数と攻撃できる範囲が異なるためお互いの船の位置取りが重要となる。自船、敵船ともに基本的には装甲版から先にダメージを受け装甲版が無くなると船体耐久度にダメージを受ける、そして船体耐久度が0になると撃沈となる。しかしながら操作がやや独特なため慣れるまでは戸惑うプレイヤーも少なくない。
非戦闘時には2D描写でのアドベンチャーモードとなり基地や町を歩きながら弾薬、物資の補給や船のカスタマイズ、各種イベントを楽しむことができる。基本的に街・基地マップにおいて会話をするとなんらかのイベントが発生し、船に乗り込んで出撃が可能になるという構図である。序盤部分を終えるとシナリオ分岐があり軍隊編と空賊編をプレイヤーが選択可能。軍隊編では戦闘毎に軍から報酬が支給される。空賊編では街で交易品を売買することで利益が出せる。
分岐後は軍隊編がメインシナリオで傭兵として軍を渡り歩きながら順番にイベントをクリアしていく展開になる。基本的に一本道で戦争絡みのイベントが全て見れるので、話の大局を掴むには軍隊編をプレイする必要がある。空賊編は軍隊編と違う側面で戦争終結に関わるサブイベント中心のシナリオで、軍から離れ空賊となり、マップを自由に移動しながら自分でイベントを見つけて消化していくRPGのような展開になる。空賊編は軍隊編よりも自由度が高く持ち金次第で強力な機体が購入でき登場する女性キャラも多いが、戦闘絡みのイベントが少ないため経験値が上げにくい。イベントは全てクリアする必要はないが、仲間が加わるイベントを飛ばすと、その仲間は加わらなくなる。
アナログジョイスティック（SCPH-1110）に対応しており、アナログコントローラ（SCPH-1150）の互換モードでもアナログ操作ができる。DUALSHOCK（SCPH-1200）のアナログモードは非対応。

## 飛空船
ベルデセルバ戦記において軍隊の主力となる兵器。アレイと呼ばれる非常に軽い木でできており各国様々なタイプが存在する。プレイヤーは基地・町の施設でエンジン・プロペラ・砲台・装甲・機体色の修理や改装が可能。飛空船をカスタマイズすることで性能が上がり、有利に戦闘を行う事ができる。ゲームが進むと飛空船を購入する事も可能となる。またプレイヤーが軍隊に所属している状態では戦闘毎に基地の補給部で補給物資が支給される。船自体の乗り換えはシナリオによるが可能である。船ごとに船体のサイズ、砲台の数・位置は固定であり、載せ換えによるカスタマイズに限る。砲台にはそれぞれ担当人員と使用弾薬を戦闘準備時に割り振る必要がある（弾種によって性能が様々であり、通常の放物線を描いて飛ぶ裂弾の他に威力は劣るが命中率を重視した散弾、装甲版を貫通し船体耐久度へ直接ダメージを与えることを重視した徹甲弾、命中率は悪いが威力の大きいロケット弾、誘導性能を持った魚雷等の様々な弾がある）。仲間が配置されていない砲台は攻撃することができないので注意を要する。また、砲台に配置されていない仲間は自動的に修理要員となり、機体が損傷を受けたときは修理キットを消費して修理を自動的に行う。ただし装甲の回復はできない。以下に代表的な船型を説明する。
主人公が搭乗可能な船型
主人公が搭乗する飛空船には必ず複数の砲座が設置されており、戦闘前に１つの砲座につき１人の仲間(主人公を含む)を砲手として配置しなければならない。また、砲手を配置しても砲弾を込めなければ攻撃は不可能。そうした設定は、戦闘が始まる直前の離陸前に行うことになる。空戦中の砲撃はロックオン後、各砲台の自動斉射で行われるので、キャラの配置は砲撃の命中率に関わってくる。
プレイヤーは交戦中は飛空船の操縦・視点操作・砲撃用照準の操作を同時にこなす必要があるが、オプション設定で操縦と視点操作をオートにすれば砲撃に専念することができる。自動操縦はあくまでロックオンした敵機を追尾するだけで砲撃を有利にする旋回行動などは行われないがパッド操作が入るとそちらが優先されるセミオートなので必要な場合のみ自分で操縦することは可能。1P・2P両方のパッド入力を受け付けるので、両パッドを使用して操縦と砲撃を分担して行うこともできる。あるいは自分は操縦・ロックオンに専念して砲撃は仲間任せにするプレイスタイルも可能である。
- パルナート・ポック級

プレイヤーが最初に乗ることになるノイパスク軍の小型艦。全長約18m。砲台数も少なく初心者向きである。旋回能力が高い。民間にも商船として出回っている旧型。能力的には軍艦と言うよりも“武装商船”である。縛りプレイとして船を乗り換えずに本船でクリアすることも可能である。
- ガゼラント級

ギダン軍の主力中型艦。全幅約25m。その形から兵士たちからは「長靴」と呼ばれる。機動力が高く、前面に多数砲台を搭載した火力集中型。背面に攻撃ができないため背後をつかれると弱い。
- ガルガナーク級

ギダン軍の主力大型艦。全長約57m。通称は「カタナ」。長い胴体側面に多数砲台を備え「空飛ぶ砲台」とも呼ばれる。動きが鈍重だが高い攻撃力と船体耐久度でそれをカバーする。軍隊編だと仲間の数が足りないため全ての砲台に砲手をつけることができない。
- ヴァルガード級

主に空賊たちが愛用する中型艦。機動力もあるバランスの良い機体である。
- ジーテガート級

主に空賊たちが愛用する中型艦。ヴァルガードよりも火力と防御力に優れるが機動力が劣る。
- セブレントリーム級

ム連邦軍の主力中型艦。全方位に砲台が向いており死角が少ない。
僚機、また敵機としてのみ登場する船型
- ファッフローテ級

ノイパスク軍の小型艦。序盤の訓練で相手となる。
- クゥエラドーマ級

ノイパスク軍の中型艦。中盤で僚機として登場する。軍隊編の場合敵機としても登場する。
- ノイパスード・ベグゼス級

ゼクセル専用の大型艦。ノイパスクの科学力が今ほど衰退する前に製造された艦で1隻しか残っておらず、非常に高い性能を持つ。序盤で僚機として登場し、軍隊編中盤で敵機として登場。
- サグリットカーム級

ム連邦軍の中型艦。
- カーロカーム級

ム連邦軍の小型艦。
- 双胴艦

シデル親衛隊の新型艦。
- 国王艦

ギダン国王の専用艦。中盤で護衛対象として登場する。側面に国章で大きく「王」と書かれているのが特徴。

## 登場国家
ノイパスク共和国
星の北西部に位置しており飛空船でも越えられない山で囲まれている。400年前に人の住めなくなったパスクという惑星から新しい生活圏を求めてベルデセルバへやってきた民族の国。パスク星から脱出して数十年を経てベルデセルバに辿り着いたが、先住民が住んでいたため浮遊島を作り空と地上に住み分けることで平和共存を図った。当時のベルデセルパ人の科学技術は低く、パスク人による惑星の制圧は造作もなかった。反重力装置を使って星の大地を次々と空に浮かべた。しかしベルデセルバ人の南北の民族紛争が絶えず、戦火が拡大。民族紛争を鎮圧するため圧倒的な科学力を武器に支配していたが、長い年月が経つにつれ国力が衰退した。流出したパスクの科学力によってベルデセルバの科学力は進歩しパスク人の支配に対する独立戦争が起こった。始めはノイパスクが優勢だったがベルデセルバ側は南北が団結して戦ったため、数年前勝ち目がないとみてム連邦とは平和条約を締結したがギダンとは決裂。現在はギダンに領土を脅かされている。先祖の残した浮遊島を多数保有している。
襲来当時のパスク人は、新たな居住空間を得ることのみを目的としており、科学技術の発展を担う次世代の育成に力を注がなかった事で科学技術レベルの衰退が進行していった。作中ではギダンに押されて劣勢になった軍部が中立国のオルダナスピを占領してム連との同盟が解消、世界から孤立する存在となる。その後、ギダンの猛攻により戦うだけの体力がなくなると玉砕の形で進軍しそのまま殲滅する。ノイパスク政府はギダンに特使を送り降伏を申し出るが、ギダンは既にシデルが実権を握っておりノイパスク民の根絶を狙っていたため申し出を拒絶。ノイパスク国家は崩壊し、ノイパスク民は残された浮遊島と共に巨大な難民と化す。浮遊島は制御ができなくなり、ギダン、ム連邦などの各国領域内での落下が相次ぎ、現存するのは数十島ほどとなる。その事実が、パスク人に対する憎悪を増幅させるきっかけとなる。
小節版ではミサキの母語が古代パスク語に似ていたことから意思疎通が可能になっており、このことからパスク人も地球人の末裔である可能性がある。
グラシアル・ギダン王国
通称ギダン国。ベルデセルバ南一帯を領土とする強国。首都はグラシアル。高い技術力を背景に積極的な領土拡大政策を実行している。ノイパスクとは敵対している。長らくノイパスクの占領下にあったが、ダ・ダナスピの反乱とノイパスクの弱体化に乗じて再建国された黄色人種の国家。
作中では和平を望む国王派と、世界の掌握を望むシデル派とで軍部が二分し、シデル派がクーデターの形で国王の暗殺を実行する。暗殺は失敗したものの国王はム連に亡命しシデル派が実権を握ることに成功する。国王派はシデルの暴走に反旗を翻しム連軍に合流する。
ムノギイ連邦共和国
通称ム連邦。ベルデセルバ北方を領土とする大国。首都はムノギイ。ノイパスクとは同盟関係。ギダン同様にパスクから独立した白色人種の国家。完全な共和制・資本主義で、ム連軍の飛空船を民間企業に委託製造させているため経済成長が進んでいる。
作中ではノイパスクのオルダナスピ占領によりノイパスクとの同盟関係を破棄。ギダンに押されて劣勢になるが、ギダン国王の亡命を受け入れたことで国王派のギダン軍を取り込むことになり、聯合でシデルを倒し事実上の戦勝国となる。
オルダナスピ国
ベルデセルバのほぼ中心に位置する永世中立国。首都はダナスピ。四方を高い岩山に囲まれている。ベルデセルバの聖地とされ他国家からは不可侵。現在の国王ダナスピ4世の祖先である英雄ダ・ダナスピがパスク人の支配から独立したときに、ベルデセルバの永遠の自立と平和を願い建国された。
作中ではギダンの猛攻から逃れてきたノイパスク軍により占領され国王も幽閉されるが、ミサキ率いるギダン軍により解放される。
クナ共和国
ギダンとム連邦の間に位置する小国でオルダナスピに隣接している。首都はクナシティ。現在はム連邦の属国。

## 登場人物

### 主人公
ミサキ（名前は任意に変更可）
声：松本保典
本作の主人公。乗っていた恒星間宇宙船の故障によりベルデセルバに不時着した異星人。不時着時にノイパスクに助けられ傭兵となる。再び宇宙に戻る術をもたない彼の目に映ったのは、大空をゆったりと飛び進む巨大な飛空船の姿だった。その後、飛空船の操縦の腕を買われて戦乱に巻き込まれる事になる。軍隊編ではム連の傭兵として、空賊編では空賊として、共にシデルの空中要塞を破壊して世界を和平に導く英雄となる。終戦後は行方知れずとなるが、カフィには「ノイパスクの残したテクノロジーをかき集めて宇宙船を造って自分の星に帰りたい」と語っていた。
ミサキの出生は明らかにされていないが、OPムービーで乗っていた宇宙船のコンソールに英語でメッセージが表示されていたことから地球人の末裔である可能性がある。宇宙船は全長100m以上あり、船体後部に核融合リアクターと思われる推進システムが装備されていた。武装はされていない。宇宙船の残骸はノイパスクに回収されたとされる。

### ノイパスク
過去の支配階級種族であるパスク人の国。現在では飛空船では越えられない山脈に囲まれた地域といくつかの浮遊島を領有している。ム連邦と同盟を結んでいる。パスク人の外観上の特徴として額の真ん中ににノイパスクを象徴する紋章を入れている。紋章の形は階級により異なる。
アハデ・カフィ　
声：榊原良子
ノイパスク軍の女性士官。階級は中佐。ゲーム序盤からミサキと関わり、ノイパスクの歴史やなぜギダンと戦っているかなどの話を聞かせてくれる。軍に関わりながらも戦火の絶えないベルデセルバに心を痛めている。
小節版ではミサキの母語に似ていた古代パスク語が話せたことから、ミサキに現代パスク語を教える役割を担った。
オユ・キクル
ミサキの部下。階級は伍長。快活な性格で軍中での人気が高い。カフィを敬愛しており、ミサキの船にカフィが乗るときは大層喜んでいた。ミサキに対して「恋人いるんですか？」と直球で聞いたり、空賊との賭けで勝った大金をぽんと渡したりと好意のようなものが見え隠れしているが実際のところは不明。またかなりの酒豪でもある。
出渕氏お気に入りのキャラで、スタッフ間でも『オユキさん』と呼ばれ人気があった。
ハウエズナ
ミサキの部下。階級は二等兵。実直でよく気が利く優秀な部下。飛空船操縦の心得があり、空賊編だと自由行動の時に代わりに操縦してくれる。
バ・マッグ
ミサキの部下。戦いで負傷し、医療品不足のナデス島の病院で生死の境にいたが、ミサキがミデーレキサタから持ってきた薬により回復する。そのことに感謝しミサキの部下となる。砲撃能力が非常に高く、忠誠心も高い。
ゼクセル
ノイパスク軍士官。階級は大佐。ミサキをスカウトした張本人であり、優秀な軍人。オデナウデの腹心だが実質的なナデス島の司令官である。彼の指揮艦「ノイパスード・ベクゼス」は非常に高い性能を誇る。
オデナウデ
ノイパスク軍司令。ナデス島を守備している。階級は不明だが長官と呼ばれる。ミサキを快く思っておらず数々の嫌味を言う。また先住民であるベルデセルバ人を見下している。貴族を思わせる特徴的な髪型である。
イッヒ
ノイパスク軍の兵士。バ・マッグの知り合い。イ・デム島でギダン軍の捕虜になっていたが、ミサキにスカウトされ船に乗る。
ニッヒ
ノイパスク軍の兵士。イ・デム島でギダン軍の捕虜になっていたが、ミサキにスカウトされ船に乗る。イッヒと顔が似ている。彼曰く、ノイパスクでは長男にはイッヒ、次男にはニッヒという名前が多いらしい。
物知りじいさん
ナデス島に住んでいる老人。ミサキに予備知識を色々と教えてくれる。マントと三色傘がトレードマーク。

### ギダン王国
ガシザキノ
ギダン軍の士官。階級は中佐（後に大佐に昇進）。名前の通りごつい風貌で「虎」の異名を持つ。ギダン軍所属だが密かにカフィと連絡を取り合い和平に向けて尽力している。軍隊編ではミサキをギダン軍に迎え入れ、カ・ジャルコとフラグナムをミサキにつける（この両名は空賊編でも仲間になる）。
カ・ジャルコ
ギダン軍の下士官。階級は軍曹。20歳。見た目はかわいらしい元気少女だが、優れた砲撃能力を持っており、ミサキの元で活躍する。男勝りに見えるが内面はナイーブで、ぬいぐるみ集めが趣味。グラシアル出身で実家の家業は繊維問屋。母親はギダン軍の将校でアダクダ方面にいる。
フラグナム
ギダン軍の下士官。階級は曹長。21歳。身長179cm。修理能力に優れる。上流階級の出身で、化粧などに余念がなく鏡を見ていることが多い。冷静沈着だが状況が悪くなると男口調で怒鳴り始める。ハスキーボイスの持ち主。祖父はギダン国王の学友である。
ギダン国王
ギダン王国の国王。正式な名前はスティルトーグ・バ・ダスク・ド・ギダン。好戦的ではなく次第に息子のシデルの勢力が強大化し、暗殺されかけるがミサキらの活躍によって一命を得る。後にム連邦へ亡命する。オユ・キクルとは波長が合う。
シデル
ギダン国王の息子。シデル提督と呼ばれる事もある。和平に力を入れようとする父親と意見が合わず対立、シデル親衛隊を組織しギダン軍を掌握する。自らを「調停者」と称し、占領したノイパスクの浮遊島に残されたロストテクノロジーを寄せ集めて空中要塞を建造、世界の掌握を狙う。
マニュアル表紙のイラストでは、真ん中に一番大きく描かれている。
ミユキ
謎の多い少女。いつもシデルの側におり、何か不思議な力があるとされる。異星人であり、両親と乗っていた宇宙船が遭難してベルデセルバに不時着した。墜落した宇宙船から救出された後シデルに育てられ、王宮で生活している。他人の心に直接話しかける能力があり、調停者となるシデルのメッセージを発信した。
ポスター等でミサキと並んで描かれることが多く実質的なヒロイン。タイトル画面の主題歌はミユキの歌という裏設定がある。
バムス
ギダン軍長官。階級は中佐。シデルの側近。シデル派に属し、国王暗殺にも関わる。七三分け。
カズシタカ
ギダン軍参謀長。シデル派。坊主刈り。
チャンタケ
ギダン軍の士官。階級は大尉。国王派。バムスの部下だったが、国王暗殺を阻止するためミサキに接触してくる。タバコを咥えた独特の風貌である。
カカナン
ギダン軍の士官。階級は中佐。国王派。ム連邦との国境に位置するデゼの指揮をとっている。
ミルト
ギダン軍の士官。階級は少尉。カ・ジャルコの幼馴染で、彼女の後を追って軍に入隊した。
カレツ、ボイ
ギダン軍の軍人。ガシザキノの部下の優秀な砲手。国王護衛にあたってミサキの船に乗る。
ガークス
ギダン国王の付き人でボディーガード。
ク・メーア
グラシアルの病院の看護婦。空賊編にのみ登場。進め方次第ではハウエズナと結婚し仲間になるが、ナースキャップにナース服のまま船に乗り込む。
アブナス
ケペラクに住む発明家。空賊編にのみ登場。

### ムノギイ連邦
ベルデセルバ人の国で、北半球のほとんどを領有している。ノイパスクと組み、ギダン王国に対して共同戦線を張っている。
デ・ゼシカ
ム連邦軍の士官。階級は大尉。才色兼備の女性で面倒見が良く思春期の男性兵士からアイドル的に慕われている。物語の後半よりミサキとともに戦う。自宅で猫を飼っている。
父親によりラウエルとの縁談を勝手に進められており「結婚相手くらい自分で見つける」と言い張っている。
デ・サロ
ム連邦軍の将軍。ゼシカの父。ム連邦の英雄であり国民からの信望も厚く、次の選挙で大統領になるかもしれないと言われている。ゼシカの男勝りな性格が悩みの種である。
大統領から「ミサキとゼシカがお似合いだから結婚させたらどうだ」と言われるが「娘には婚約者がいるので」と断ってしまう。
無敵の三兄弟
ム連邦軍最強といわれたエースパイロットの三兄弟。
マハシ
ム連邦軍の士官。階級は大佐。三兄弟の長男。三兄弟の中では小柄で、右目に眼帯をしている。
カチタ
ム連邦軍の士官。階級は中佐。三兄弟の次男。三兄弟で一番の大柄。
アグ
三兄弟の三男。砲手としても知られたエリートだったが、現在は軍人を辞めダナスピ国王に仕えている。進め方次第では仲間になる。
コステリフ、タカテリフ
双子の長官。軍隊編ではタカテリフはギダンの奇襲により戦死する。
マキロフ
ム連邦軍の兵士。性格は真面目。ゼシカのファンで、ギダンが占領したダナスピから彼女を逃がすためにミサキの船に乗る。
オタワ
ム連邦の大統領。穏健派。右目の下の泣きぼくろが特徴。
パック
商人。シデル親衛部隊の襲撃からミサキとギダン国王を救出し、ミサキからお礼に紺碧の勲章を貰う。その後親衛部隊に商船を破壊されて商売ができなくなり、グールドと共にミサキの船に乗る。
グールド
パックの相棒。シデル親衛部隊の襲撃からミサキとギダン国王を救出し、ミサキからお礼に紅蓮の勲章を貰う。後にミサキの船に乗るが、戦場酔いしてしまう。
ラウエル
ム連邦で一番大きな貿易会社の社長。ゼシカをムノギイの町で見かけて以来、一途に思い続けている。その一念が通じてサロからは交際の許可が下りたが、ゼシカは戦場を飛び回ってばかりでまともに口をきいてくれない。空賊編にのみ登場。

### 空賊
どの国家にも属さない巨大な組織。
ダ・クダ
ギダン領内のダクの街を本拠とする空賊の頭目。物語前半にてミサキの船に乗り込み空賊にならないかと誘ってくる。
マルダマン
ダ・クダの部下。空賊編シナリオでミサキのナビゲーターとして仲間になる。
ブアブナム
ギダン領西方の街ダハを拠点とする空賊。空賊編で彼に手紙を届けるイベントが発生する。
アハデ・カルフ
ダハの踊り子。カフィの妹。空賊編シナリオで仲間になる。理知的な性格の姉に比べ活発な印象を与える。
イルミナ、デファイナ、シルカ
空賊三姉妹。当初はミサキの襲った輸送船を横取りするなどで対立するが、ビンタを食らうことでミサキに惚れて仲間になる。顔グラフィックは用意されていない。
チバラガ
酒好きで、チバラガが撃った弾はひょろひょろと飛ぶがよく当たり、酔弾と呼ばれ有名らしい。
アル
チバラガの船の航海長。チバラガがミサキの船に乗る間、船を任される。
イジロフ
チバラガとともにミサキをサポートしてくれる。
カムチョム
空賊のために情報を集めている民間協力者。シデルの空中要塞を目撃しダ・クダに報告しようとしたがシデル親衛隊に見つかりアダクダの収容所に送られる。マルダマンとは旧知の仲。小説家でもあり、ベルデセルバ全土を舞台としたノンフィクション小説を書いている。
ケンリ
カムチョムの一人息子。ギダン兵に追われミサキの船に乗り込んでくる。
| 仲間初期ステータス | 仲間初期ステータス | 仲間初期ステータス |
| ------------------ | ------------------ | ------------------ |
| 名前               | 攻撃値             | 修理値             |
| アグ               | 170                | 60                 |
| イルミナ           | 132                | 72                 |
| デファルナ         | 110                | 58                 |
| シルカ             | 88                 | 65                 |
| メーア             | 50                 | 50                 |
| チバラガ           | 150                | 70                 |
| カムチョム         | 70                 | 60                 |
| ケンリ             | 50                 | 31                 |

## スタッフ
- 総監督 - 山下信行
- キャラクターデザイン - 出渕裕
- メカニックデザイン - 石津泰志
- プログラマー（2D担当） - 食見武紀
- プログラマー（3D担当） - 斉藤一
- ディレクター - 加賀崎英樹
- マニュアルコミック担当 - 佐々木亮
- 模型制作 - オガワモデリング

## 主題歌
「ベルデセルバ戦記」
作詞 - 長俊広、作曲 - 中崎英也、歌 - 新居昭乃
長らく音源化されていなかったが2019年発売のアルバム『Another Planet』に初収録された。

## 小説版
ベルデセルバ戦記・飛翔編
1997年（平成9年）発売。ミサキがベルデセルバに漂着してから空賊に入るまでを描いたもの。著者は大場惑。続編は発売されていない。ゲームでは物語序盤で空賊への分岐が発生するが、小説版はギダン国王がム連邦に亡命するタイミングなので、展開が大きく異なる。

## 系統（元ネタ）
浮遊島は「天空の城ラピュタ」のラピュタ島から、飛空船と空賊は「ラピュタ」の空中戦艦ゴリアテと「紅の豚」の空賊・空賊艇から由来することは製作者の弁。
また、登場人物の幾人かは「機動戦士ガンダム」を意識して設定されている。
人物や地名の固有名詞には、スタッフやアニメキャラクターの名前をアナグラムにしたものが用いられている。